# Paul Piché (album)
Albums de Paul Piché
L'Escalier
(1980) Nouvelles d'Europe
(1983)
Paul Piché est le troisième album studio de l'auteur-compositeur-interprète québécois éponyme sorti en 1982 sur étiquette Kébec-Disque (KD-564) uniquement disponible sur disque vinyle.

## Titres
Toutes les chansons sont écrites et composées par Paul Piché et Pierre Huet, sauf mention contraire.
| No | Titre                       | Paroles                                                   | Durée |
| -- | --------------------------- | --------------------------------------------------------- | ----- |
| 1. | Les pleins                  | Paul Piché, Pierre Huet et Michel Hinton                  | 4:01  |
| 2. | Ma plume                    |                                                           | 3:17  |
| 3. | La chanson                  | Paul Piché                                                | 3:25  |
| 4. | Quand même chanceux         | Paul Piché, Pierre Huet, Michel Hinton et Pierre Bertrand | 2:45  |
| 5. | Pense à rien                |                                                           | 3:35  |
| 6. | Ti-Galop                    |                                                           | 3:59  |
| 7. | Moé j'raconte des histoires | Paul Piché et Michel Hinton                               | 2:44  |
| 8. | Aujourd'hui                 |                                                           | 4:16  |
| 9. | Si tu veux                  | Paul Piché                                                | 3:59  |

## Musiciens
- Paul Piché: Guitare acoustique
- Michel Rivard: Guitare acoustique sur (7)
- Rick Haworth: Guitares acoustique, électrique & Lap Steel
- Yoland Houle: Basse
- Michel Hinton: Claviers, Accordéon
- Réal Desrosiers: Batterie
- Paul Picard: Percussions sur (6)
- Daniel Jean: Violon, chœurs
- Estelle Ste-Croix: Chœurs
- Lise Durocher: Chœur